# Szeberényi Lajos
Szeberényi Lajos (Maglód, 1820. augusztus 15. – Pozsony, 1875. június 4.) ügyvéd, pesti hírlapíró, később pozsonyi evangélikus teológiai tanár. A Kisfaludy Társaság tagja. Szeberényi Andor bátyja.

## Életpályája
Selmecbányán Petőfi Sándor iskolatársa volt 1839-ig, de akkori barátságuk később egy irodalmi polémia miatt felbomlott. Pozsonyban teológiát tanult 1841-ig, azután Pápán jogot végzett. 1846-ban Pesten ügyvédi oklevelet szerzett. Pestre költözött, ahol főleg hírlapírással foglalkozott.
A szabadságharc idején Kossuth hírlapjának volt munkatársa és a Nép Barátja szlovák nyelvű kiadását, a Debrecenben megjelenő Prjat’el Ludu című lapot szerkesztette. Később fogalmazó volt az országos rendőrségnél három hétig s az itt szerzett útlevelekkel később magát és sok társát megmentette.
A világosi fegyverletétel után Aradon orosz fogságba esett, de Nagyváradra kísérésekor megszökött. Szelepcsényi Gábor névvel Hódmezővásárhelyen rejtőzött mint kántortanító. 1851 végén békéscsabai reáliskolai tanár lett, ott elfogták és Nagyváradra vitték. Anyja közbenjárására félév múlva kegyelmet kapott ugyan, de rendőri felügyelet alá helyezték és Csabára internálták. Ekkor a tanügyi irodalom buzgó művelője lett, megindította a Néptanítók Könyve (később: Iskolai Lap) című folyóiratot.
1857-ben lelkész lett Makón, 1860-ban Szegeden, 1864-ben pedig Pozsonyba ment magyar-szlovák papnak és a gyakorlati teológia tanárának. Itt pár év múlva a dunáninneni ev. kerület jegyzői tisztét is ráruházta és a dunáninneni egyházkerületi gyámintézet elnökségét is viselte. A Pozsony város képviselő-testületének szintén tagja volt.
Első cikkei a Társalkodóban, később az Athenaeumban, majd a Regélőben és Kunoss-féle Közlemények-jében jelentek meg; ekkor Reményi Gyula, Beri Vincze, Méli stb. álneveket használt. 1848. júliustól Kossuth hírlapjának volt munkatársa, később számos más hírlapnak és folyóiratnak dolgozott.

## Munkái
- Búvirágok. Pest, 1848. (Költemények. Jenőfi álnév alatt).
- Forradalmi szikrák. Uo. 1848. (Költemények. Jenőfi álnév alatt).
- Magyar olvasókönyv a tót ifjúság számára. Uo. 1848.
- Politikai szónoklattan. Uo. 1849.
- Tanítók és anyák könyve. Gyula, 1854.
- Kis kert. Tanulságos és mulattató gyermeki olvasmányok. Szerk. és kiadta. Uo. 1856. I-III. füzet.
- Protestáns ellenőr. Figyelmeztetésül a Prot. Egyh. és Isk. Lapnak és lapra. Arad, 1859.
- Nehány év Petőfi életéből. Szeged, 1861.
- Népszerű imakönyv ág. hitv. evang. keresztyének számára, Pest, 1861.
- Kis magyar. Arad, 1862.
- Gyámintézeti Évkönyv. Szeged, 1862.
- Az ártatlanul szenvedő. Egyházi beszéd. Uo. 1862.
- Szeretet és tisztelet tolmácsa. Uo. 1863.
- Hős József, egy verselő a népből. Uo. 1863.
- Búcsúszavak, 1864. aug. 28. a szegedi ág. hitv. ev. egyházhoz intézve. Uo. 1864.
- Egészségtani szabályok népiskolák számára. A Kubinyi Ágoston-féle 12 aranynyal jutalmazott pályamunka. Uo. 1864. (2. kiadás. Pest, 1864.).
- Tót népdalok. Ford. Lehoczky Tivadarral és Törs Kálmánnal. Bevezette Sz. Pest, 1866. (A hazai nem-magyarajkú népköltészet Tára, kiadja a Kisfaludy-Társaság I.) Online
- Egyház és házasság. Írta egy pap... 1870.
- Salamon. Erkölcsi tanköltemény... 1871.
- A königinhofi kézirat. Eredetiből ford., bevezette és jegyzetekkel ellátta. Bpest, 1873. (Különny. a Kisfaludy-Társaság Évlapjaiból).

Kéziratban maradt legnagyobb munkája, melyhez Szegeden 1865-ben fogott: Protestáns egyházi írók életrajzai. Szegeden nem voltak hozzá forrásai, Pozsonyban lettek volna, de nem jutott rá ideje. Mindamellett ezernél több író életrajzához gyűjtött adatokat és azokat nagyobbára rendezte is.